# Ернест Ґеллнер
Ернест Андре Ґеллнер (англ. Ernest Gellner; 9 грудня 1925 — 5 листопада 1995) — англійський філософ і соціальний антрополог, професор філософії, логіки та наукового методу Лондонської школи економіки Лондонського університету (1962—1984), професор соціальної антропології Кембриджського університету (1984—1993), засновник і директор Центру з дослідження націоналізму в Центрально-Європейському університеті (1993—1995).

## Життєпис
Народився у Парижі в сім'ї німецькомовних євреїв з Богемії. Батько Ґелнера, німецькомовний єврей Рудольф Ґелнер, був бізнесменом, мати, Анна Фантль, походила з асимільованої чеськомовної єврейської родини з Південної Богемії. Сім'я належала до середнього класу.

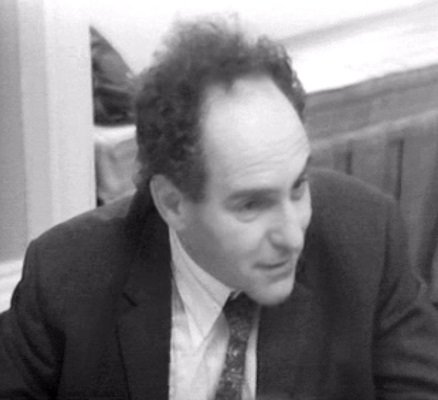
Ернест Ґеллнер. 1977 рік

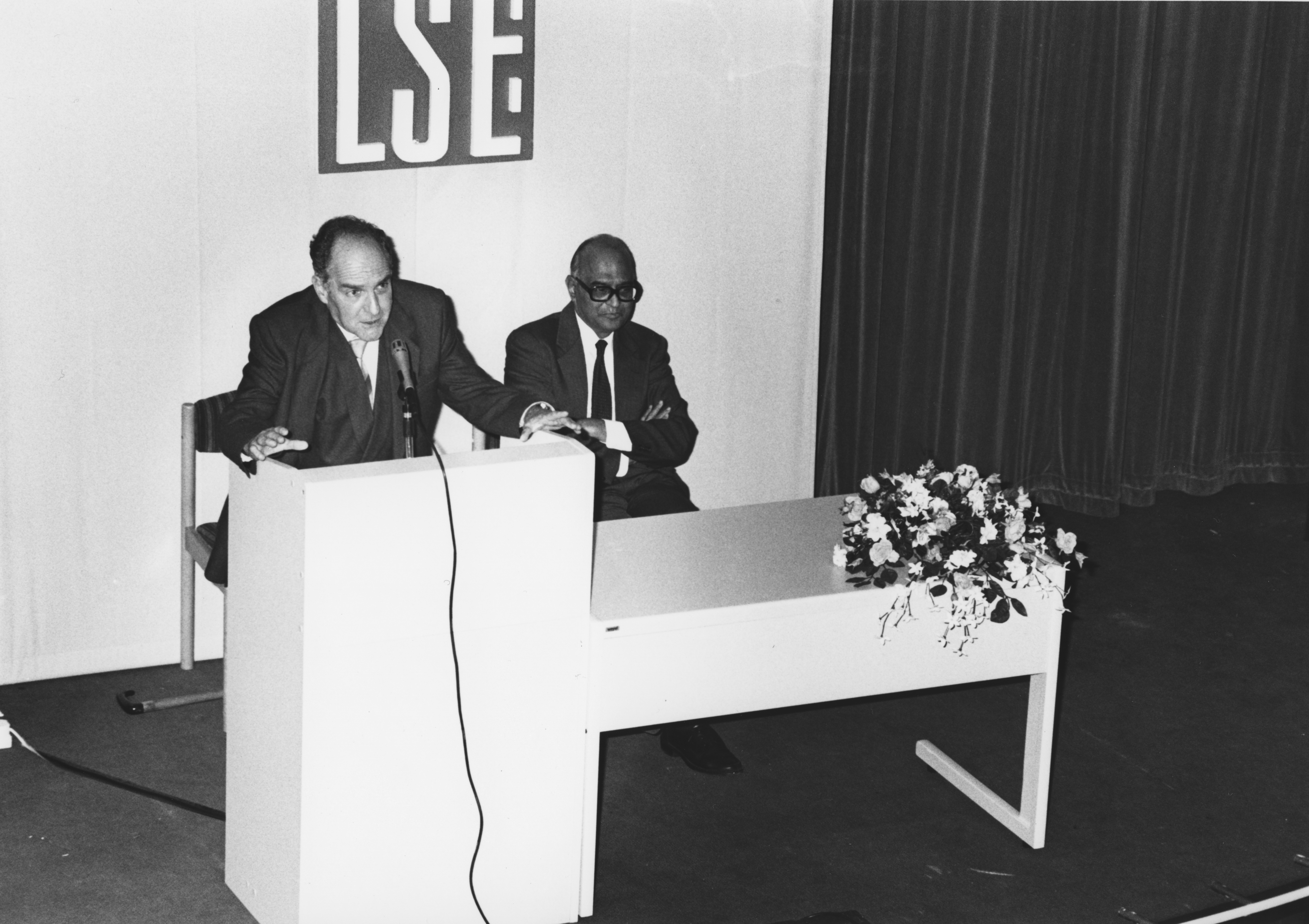
Ернест Ґеллнер. Публічна лекція 1989 рік

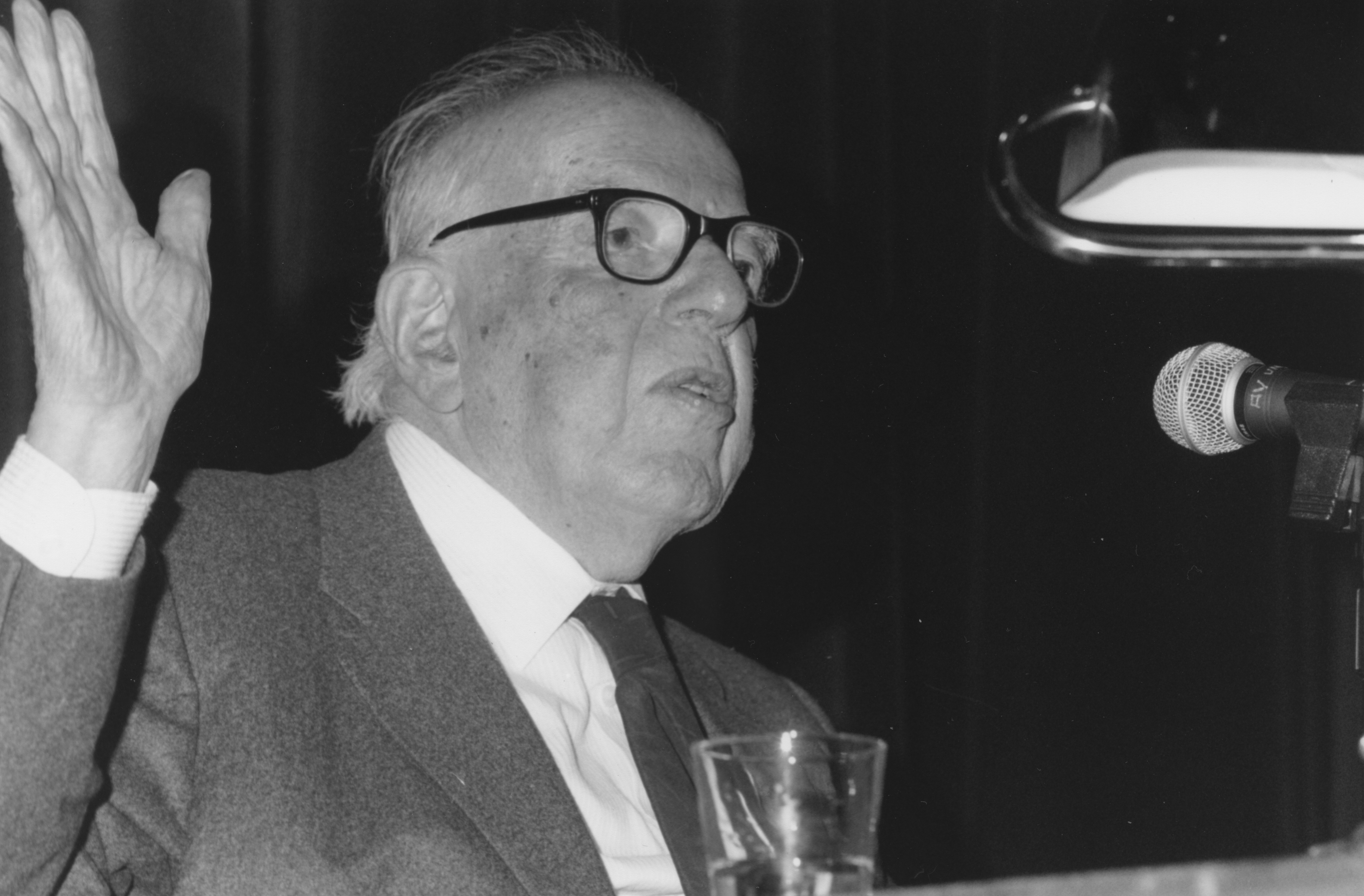
Ернест Ґеллнер. 1990 рік

Виховувався у Празі (на той момент — щойно створена Чехословаччина) в англомовній школі. У 1939 році, рятуючись від нацизму, з сім'єю емігрував у Британію. Тут Ґеллнер закінчив школу та вступив до коледжу Бейлліол Оксфордського університету, де вивчав філософію та антропологію.
У 1944 році Ґеллнер покинув навчання та вступив у Чехословацьку танкову бригаду в складі британської армії, брав участь в боях за звільнення Північної Франції. 
Після війни, у 1949 році, закінчив коледж Бейлліол.
З 1949 року Ґеллнер у Лондонській школі економіки. У 1959 році вийшла у світ його перша книга — «Слова і речі. Критичний аналіз лінгвістичної філософії та дослідження ідеології». 
У 1961 році Ернест Ґеллнер стає доктором філософії Кембриджського університету, в наступному році — професором філософії, логіки та наукового методу. 
З 1983 до 1993 року Ґеллнер — професор Кембриджського університету, з 1984 року — завідувач кафедри соціальної антропології. 
У 1990 році Ґеллнер організував у Великій Британії «Асоціацію етнічних досліджень та вивчення націоналізму», був її першим головою, видавав часопис «Нації та націоналізм».
Ернест Ґеллнер, з початку 1960-х років, активно досліджує соціальну антропологію та політологію, розробляє власну теорію націоналізму, яка відбилася в його праці «Нації та націоналізм» (1983). Вважаючи основою суспільства культуру й організацію, Ґеллнер визначив націоналізм як «політичний принцип, згідно з яким культурна схожість є основою соціальних зв'язків». Націоналізм, за Геллнером, є продуктом індустріального суспільства, позаяк необхідними для його виникнення факторами виступають високий ступінь розвитку культури, її доступність широким колам населення (що породжує необхідність в культурній однаковості) активний економічний розвиток (як умова соціальної мобільності) та породжувану їм необхідність культурної стандартизації. Націоналізм виникає в державах з «титульною» нацією, при цьому перехід до нього для кожної держави індивідуальний. Ґеллнер вважав тріумфом націоналізму принцип самовизначення націй, проголошений після Першої світової війни, та створення національних держав на території колишніх імперій.
У 1993 році в Празькому університеті з ініціативи Геллнера і Дж. Сороса створюється Центр з дослідження націоналізму, який учений очолював до самої смерті.

## Деякі праці
- Words and Things, A Critical Account of Linguistic Philosophy and a Study in Ideology, London: Gollancz; Boston: Beacon (1959). Also see correspondence in The Times, 10 November to 23 November 1959.
- Thought and Change (1964)
- Saints of the Atlas (1969)
- Contemporary Thought and Politics (1974)
- The Devil in Modern Philosophy (1974)
- Legitimation of Belief (1974)
- Spectacles and Predicaments (1979)
- Soviet and Western Anthropology (1980) (editor)
- Muslim Society (1981)
- Nations and Nationalism (1983) / український переклад — Нації і націоналізм [Архівовано 17 січня 2008 у Wayback Machine.].
- Relativism and the Social Sciences (1985)
- The Psychoanalytic Movement (1985)
- The Concept of Kinship and Other Essays (1986)
- Culture, Identity and Politics (1987)
- State and Society in Soviet Thought (1988)
- Plough, Sword and Book (1988)
- Postmodernism, Reason and Religion (1992)
- Conditions of Liberty (1994)
- Anthropology and Politics: Revolutions in the Sacred Grove (1995)
- Nationalism (1997)
- Language and Solitude: Wittgenstein, Malinowski and the Habsburg Dilemma (1998)

### Твори перекладені українською мовою
- Ґелнер Ернест. Розум і культура: історична роль раціональності та раціоналізму. Переклад з англ. С. Савченко. Харків: Видавництво: Акта. 2004. 298 с. ISBN 966-7021-81-5
- Ґелнер Ернест. Нації та націоналізм; Націоналізм. Переклад з англ. Київ: Таксон, 2003. 300 с. (Ex professo). Бібліогр.: с. 191-192. ISBN 966-7128-41-5